# Saving Private Sheep
Saving Private Sheep est un jeu vidéo de puzzle développé et édité par Bulkypix, sorti en 2010 sur iPhone, iPad, Android et Mac OS.

## Système de jeu
Le jeu présente un mouton, représenté sous la forme d'un hexagone, pris dans un enchevêtrement de caisses et de planches. Le but du joueur est détruire ces caisses et ces planches en les touchant pour que le mouton retombe sain et sauf sur une plate-forme. Sont pris en compte dans le score final le temps passé sur le niveau et le nombre d'éléments détruits par le joueur (moins il en détruit plus le score est élevé).
Certains niveaux remplacent le mouton par un loup déguisé en mouton. Dans ceux-ci, le joueur doit faire tomber le loup en dehors de la plate-forme.

## Univers
Le nom du jeu est un jeu de mots avec le titre du film Saving Private Ryan (Il faut sauver le soldat Ryan). Le mouton est représenté avec un casque de militaire sur la tête et l'écran de sélection des niveaux représente une carte d'état-major.

## Réception

### Classement App Store
| Pays     | Meilleur classement toutes applications confondues |
| -------- | -------------------------------------------------- |
| Belgique | 2                                                  |
| France   | 4                                                  |
| Russie   | 4                                                  |
| Italie   | 4                                                  |

### Critique
Le jeu a reçu d'excellente critiques de la presse spécialisée notamment de SlideToPlay, qui lui accorde sa note maximale (4/4), et Pocket Gamer qui le considère comme un  « très bon jeu de puzzle basé sur un moteur physique ».

### Ventes
Le jeu a été vendu à plus de 500 000 exemplaires dans le monde.

## Postérité
Le jeu a connu une suite, Saving Private Sheep 2 en 2012.